# Clifford Hansen

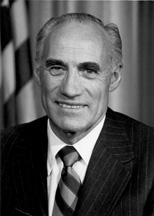
Clifford Hansen

Clifford Peter Hansen, född 16 oktober 1912 i Zenith, Lincoln County (numera i Teton County), Wyoming, död 20 oktober 2009 i Jackson, Teton County, Wyoming, var en amerikansk republikansk politiker. Han var den 26:e guvernören i delstaten Wyoming 1963-1967. Han representerade Wyoming i USA:s senat från 3 januari 1967 fram till 31 december 1978. Från Hiram Fongs död 2004 till sin egen död var Hansen den äldsta levande före detta senatorn i USA.
Hansen föddes i den lilla byn Zenith som tillhörde Lincoln County men som numera hör till Teton County. Fadern Peter var av dansk härkomst och modern Sylvia av engelsk härkomst. Hansen växte upp i Jackson, Wyoming som 1921 blev huvudort i Teton County som grundades då. I närheten av Jackson finns skidorten Jackson Hole. Hansen avlade 1934 sin grundexamen i lantbruksvetenskap vid University of Wyoming.
Med 54,5% av rösterna besegrade Hansen ämbetsinnehavaren Jack R. Gage i guvernörsvalet 1962. Med mindre än 52 % av rösterna besegrade han sedan kongressledamoten Teno Roncalio i senatsvalet 1966. Hansen omvaldes sex år senare med 71,3% av rösterna. Hansen efterträdde sin partikamrat Milward L. Simpson som senator. Han kandiderade inte för en tredje mandatperiod och Simpsons son Alan K. Simpson vann senatsvalet 1978. Hansen avgick från senaten några dagar före den andra mandatperiodens slut så att den yngre Simpson kunde få ett försprång i senioritet i jämförelse med andra nya senatorer som tillträdde i januari 1979. Guvernör Edgar Herschler utnämnde Simpson till senaten den 1 januari, två dagar före andra nykomlingar tillträdde som senatorer.
Hansens dotter Mary Hansen Mead var republikanernas guvernörskandidat i guvernörsvalet 1990. Hon förlorade stort mot ämbetsinnehavaren Mike Sullivan. Mary Hansen Mead omkom 1996 i en ridolycka i Grand Teton nationalpark. Dottersonen Matt Mead var Wyomings guvernör från 2011 till 2019.
Hansen var episkopalian och frimurare. Cliford Hansen avled den 20 oktober 2009, efter en tids sjukdom.